# Onthophagus brucei
Onthophagus brucei là một loài bọ cánh cứng trong họ Bọ hung (Scarabaeidae).